# Plini
Plini Roessler-Holgate (Sydney, 22 de julho de 1992) é um guitarrista e compositor australiano. Ele começou lançando música sob o pseudônimo de Halcyon, antes de mudar para o uso de seu primeiro nome. Steve Vai o descreveu como "o excepcional futuro da guitarra", e o site MusicRadar nomeou Plini o melhor guitarrista progressivo de 2017.
Plini lançou uma trilogia de peças extensas (Other Things e Sweet Nothings em 2013, The End of Everything em 2015). Seu álbum de estreia, Handmade Cities, que Vai descreveu como "um dos melhores discos de guitarra instrumental que já ouviu, com visão melódica, rítmica e de futuro harmonicamente profundos", foi lançado em 2016. Sunhead, um EP, foi lançado em 2018.

## Discografia
| - Handmade Cities (2016) - Impulse Voices (2020) - Pastures (como Halcyon) (2011) - Other Things (2013) - Sweet Nothings (2013) - I (split EP with Sithu Aye) (2013) - The End of Everything (2015) - Sunhead (2018) - "Moonflower" (2012) - "1745 7381 3265 2578" (2013) - "Cloudburst" (2013) - "Atlas" (2014) - "Ko Ki" (2014) - "Every Piece Matters" (2016) - "Salt + Charcoal" (2018) - "Birds / Surfers" (2020) - "I'll Tell You Someday" (2020) - "Papelillo" (2020) | - "The Argument of Periapsis" Abstraction (Cloudyhead, 2012) - "Particles Collide" Invent the Universe (Sithu Aye, 2012) - "Pulse, Pt. 1" Pulse (Sithu Aye, 2014) - "Sailing Stone" Meridian (The Helix Nebula, 2014) - "Ode to the Vulture" The Sapling (Trees on Mars, 2014) - "The Constant" Guiding Light (Skyharbor, 2014) - "Run" Wishful Lotus Proof (Jakub Zytecki, 2015) - "Earthshine" Journey to the Stars (Widek, 2015) - "Water Drops" The Ocean Atlas (Modern Day Babylon, 2015) - "5:12 AM" Souvenirs (Novelists, 2015) - "Libra" The Shape of Colour (Intervals, 2015) - "Decimator" Tearing Back the Veil I: Ascension (Lithium Dawn, 2015) - "Malaise" (Oceill, 2016) - "Violet" Tiny, Little Light (Umi, 2016) - "New Pyramids" The Impressionist (Hedras, 2017) - "Wounded Wings - feat. Plini" Ruins (Daniel Tompkins of Tesseract, 2020) |

## Prêmios e Indicações
| Ano  | Prêmio                      | Categoria                             | Resultado | Ref.          |
| ---- | --------------------------- | ------------------------------------- | --------- | ------------- |
| 2017 | Music Radar Magazine Awards | Melhor guitarrista progressivo do ano | Venceu    | [ 2 ]         |
| 2018 | National Live Music Awards  | Live Guitarist of the Year            | Indicado  | [ 13 ] [ 14 ] |